# Couquèques
Couquèques (okzitanisch Coquèca) ist eine französische Gemeinde mit 268 Einwohnern (Stand: 1. Januar 2022) im Département Gironde in der Region Nouvelle-Aquitaine (vor 2016: Aquitanien). Sie gehört zum Arrondissement Lesparre-Médoc und zum Kanton Le Nord-Médoc.

## Geografie
Couquèques liegt etwa 60 Kilometer nordnordwestlich von Bordeaux im Norden der Halbinsel Médoc. Das Gemeindegebiet gehört zum Regionalen Naturpark Médoc. Umgeben wird Couquèques von den Nachbargemeinden Bégadan im Nordwesten und Norden, Saint-Christoly-Médoc im Nordosten und Osten, Saint-Yzans-de-Médoc im Südosten und Süden, Blaignan-Prignac im Süden und Südwesten sowie Civrac-en-Médoc im Westen.

## Bevölkerungsentwicklung
| Jahr                       | 1962 | 1968 | 1975 | 1982 | 1990 | 1999 | 2008 | 2020 |
| Einwohner                  | 215  | 207  | 193  | 195  | 195  | 209  | 243  | 269  |
| Quellen: Cassini und INSEE |      |      |      |      |      |      |      |      |

## Sehenswürdigkeiten
- Kirche St-Martin aus dem 16. Jahrhundert (siehe auch: Liste der Monuments historiques in Couquèques)

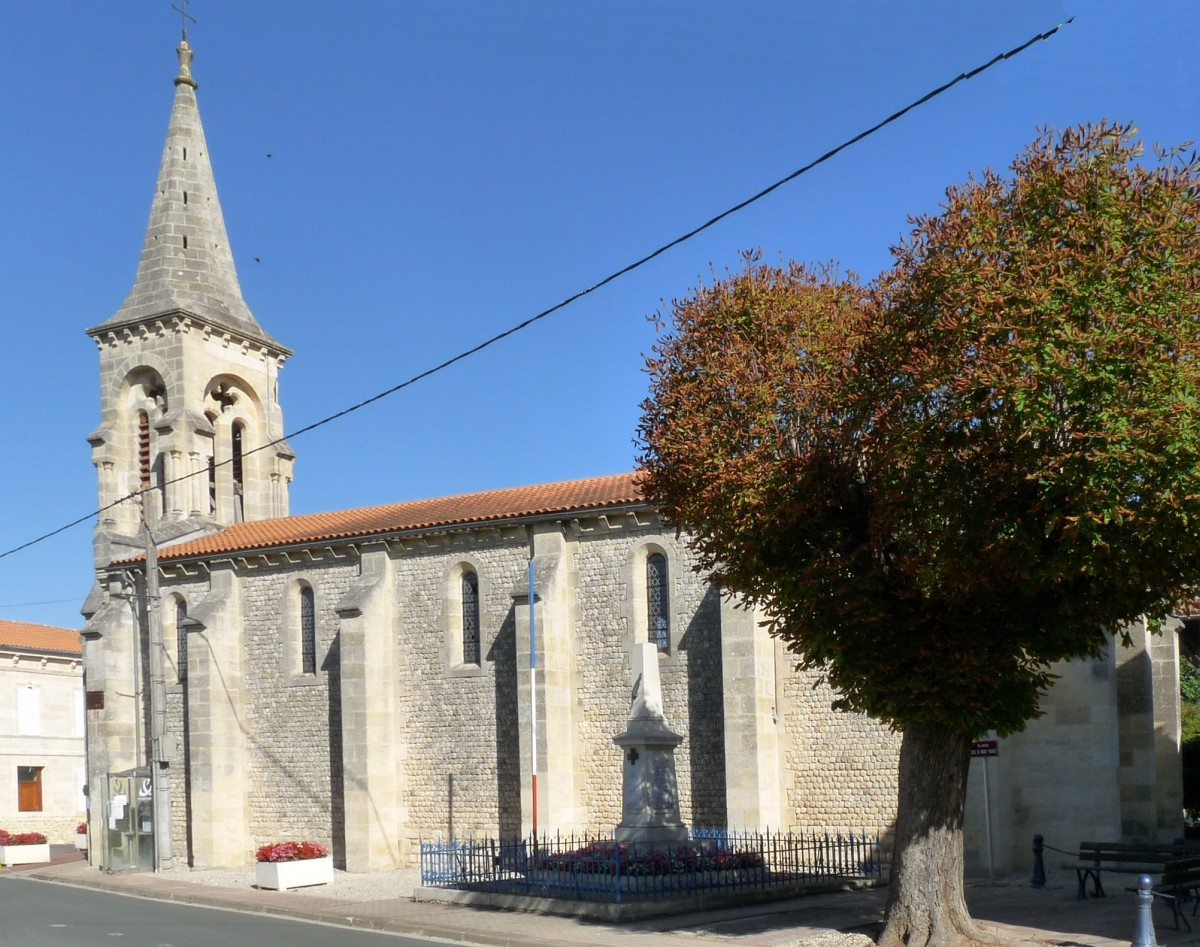
Kirche Saint-Pierre